# Digoxygénine
Pour les articles homonymes, voir Dig.
La digoxigénine (DIG) est un stéroïde naturellement présent dans les inflorescences et les feuilles de certaines digitales telles que Digitalis purpurea ou Digitalis lanata.

## Utilisation en biologie
La taille relativement petite de cette molécule et la facilité avec laquelle elle peut être liée à des molécules biologiques, ainsi que la disponibilité d'anticorps ciblant cette molécule en font un outil utile en biologie moléculaire et en biochimie. En parallèle aux fluorochromes, l'utilisation de la DIG en immunohistochimie est devenu un procédé standard en tant que marqueur lors d'hybridations d'acides nucléiques. Dans ce cas la digoxigénine est conjuguée à un nucléotide, le plus souvent à de l'uridine triphosphate, qui peut être incorporée par les ARN et ADN polymérases lors de la synthèse in vitro de brins complémentaires (dans le cas d'ADN polymerases, le DIG-UTP s'incorpore à la place de la thymidine).
La DIG peut également être conjuguée à des glucides, permettant par la suite son incorporation dans les glycoprotéines. Celles-ci peuvent alors être détectées à l'aide d'anticorps anti-DIG.